# Оскенбай, Малик Ауесханович
Малик Ауесханулы Оскенбай (каз. Мәлік Әуесханұлы; род. 22 февраля 1966 года, город Панфилов, Алматинская область, Казахская ССР, СССР) - член Союза художников Казахстана. Художник, скульптор, председатель цикловой комиссии по специальностям «Живопись, скульптура, театральное искусство». Автор многих статей и учебников. Он является автором учебника, впервые выпущенном на казахском языке по пластической анатомии человека. За значительные успехи в деле обучения и воспитания подрастающего поколения награждён Нагрудным знаком «Ы. Алтинсарин» Министерства Образования и Науки Республики Казахстан.

## Биография
Родился 22 февраля 1966 года в Панфилове, Талдыкорганская область, а затем переехал в Алматы.
С 1973 по 1981 год окончил среднюю школу № 115.
В 1981—1985 годах окончил художественное училище имени Н. В. Гоголя.
В 1985—1987 годах служил в рядах Советской Армии в КОМИ АССР.
С 1985 по 1992 год окончил Алматинский государственный театрально-художественный институт им. Жургенова.
С 1992 года преподаватель специальных дисциплин Алматинского колледжа декоративно-прикладного искусства имени У. Тансыкбаева.
С 1993 по 2005 год преподавал пластическую анатомию в Казахской национальной академии искусств им. Жургенова на всех специальностях художественного факультета и скульптуру, рисунок на специальности грим. В 2001—2005 годах, окончил аспирантуру Казахской национальной академии искусств им. Жургенова.
С 2005 года заведующий отделением «Живописи, скульптуры и театрально-декорационного искусство» в Алматинском колледже декоративно-прикладного искусства имени О.Тансыкбаев.
С 2016 года председатель цикловой комиссии по специальностям «Рисунок, живопись, скульптура и композиция».

## Выставки
- 2019 год. «Годовой отчёт о выставке художников Казахстана»;
- 2018 год. «Выставка, посвящённая 85-летию Союза художников Республики Казахстан»;
- 2017 год. Персональная творческая выставка «Пластический поиск», посвящённая 25-летию Независимости Республики Казахстан;
- 2016 год. Круглый стол, посвящённый авторской персональной художественной выставке «Пластический поиск»;
- 2016 год. «Выставка, посвящённая 25-летию Независимости Республики Казахстан», организованная Республиканским союзом художников Казахстана;
- 2015 год. «Выставка, посвящённая 550-летию Казахского ханства», организованная Республиканским союзом художников Казахстана;
- Национальный музей Республики Казахстан «Национальные традиции и открытость миру». 2014. Скульптура: «На дне моря»; материал: чёрный гранит, 30x13x11. (стр. 184)[2].
- «Тәуелсіздік толғауы». Выставка, посвящённая 80-летию Союза художников Республики Казахстан. 2013 год. Скульптура «Холодный декабрьский ветер»; материал: мрамор, гранит. 30х16х10 Оскенбай Малик. «Холодный декабрьский ветер». 2012. Материал: мрамор, гранит. Размер: 30x16x10.[3]

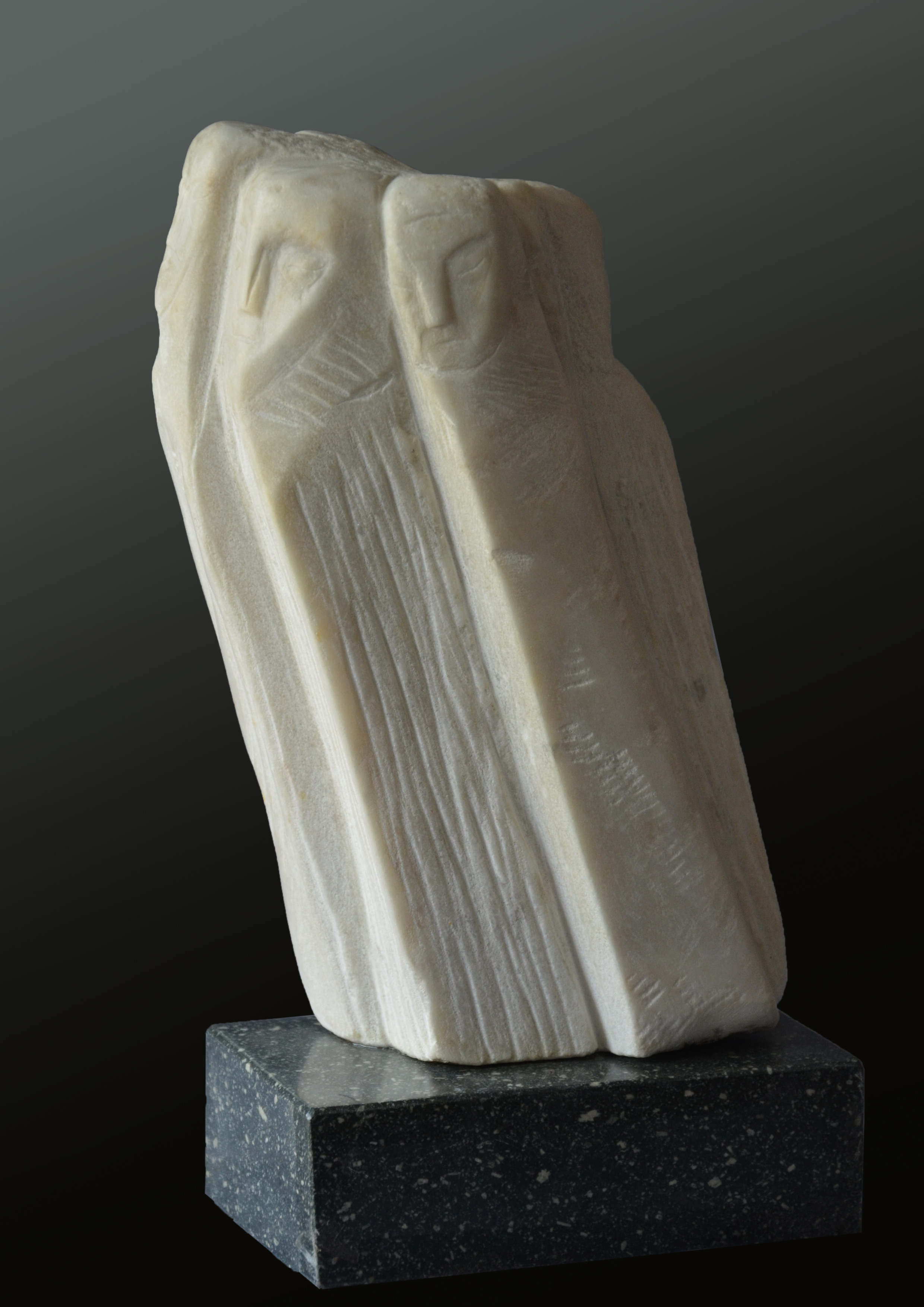
Оскенбай Малик. «Холодный декабрьский ветер». 2012. Материал: мрамор, гранит. Размер: 30x16x10.

- Казахское искусство. 5 томник. Скульптура: «Свобода»; материал: бронза, гранит[4].
- «Золотая колыбель казахского изобразительного искусства». Коллекция выставки, посвящённая 75-летию Алматинского колледжа декоративно-прикладного искусства имени Тансыкбаева. 2013. Скульптура: «Мелодия», материал: гранит; «Стремление», материал: гранит[5].
- «Алматинский колледж декоративно-прикладного искусства имени О. Тансыкбаева». 2012. Скульптура: «Хан», материал: дерево; «Путник», материал: бронза, гранит; «Студентка», материал: бронза, гранит[6].
- «Алматинский колледж декоративно-прикладного искусства имени О. Тансыкбаева». 2010. Скульптура: «Жертвоприношение», материал: гранит; «Шаман», материал: бронза, гранит.Оскенбай Малик. «Жертвоприношение». 2004 г. Материал: гранит, дерево. Размер: 20 X 12 X 23[7]

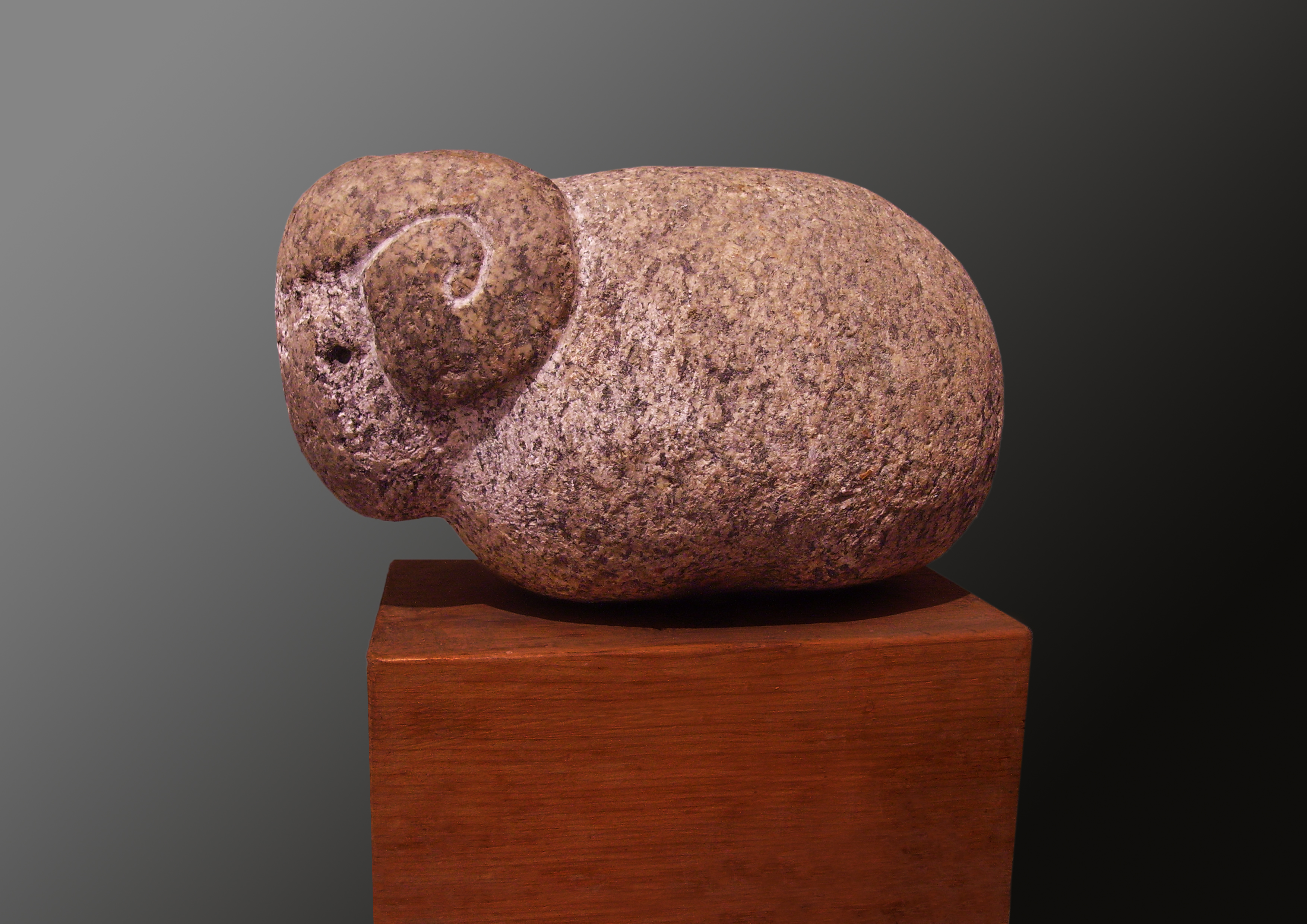
Оскенбай Малик. «Жертвоприношение». 2004 г. Материал: гранит, дерево. Размер: 20 X 12 X 23

- «Выставка учителей Алматинского колледжа декоративно-прикладного искусства имени О. Тансыкбаева». 2009. Скульптура: «Бақсы», материал: бронза, гранит; «Медитация», материал: бронза, гранит[8].

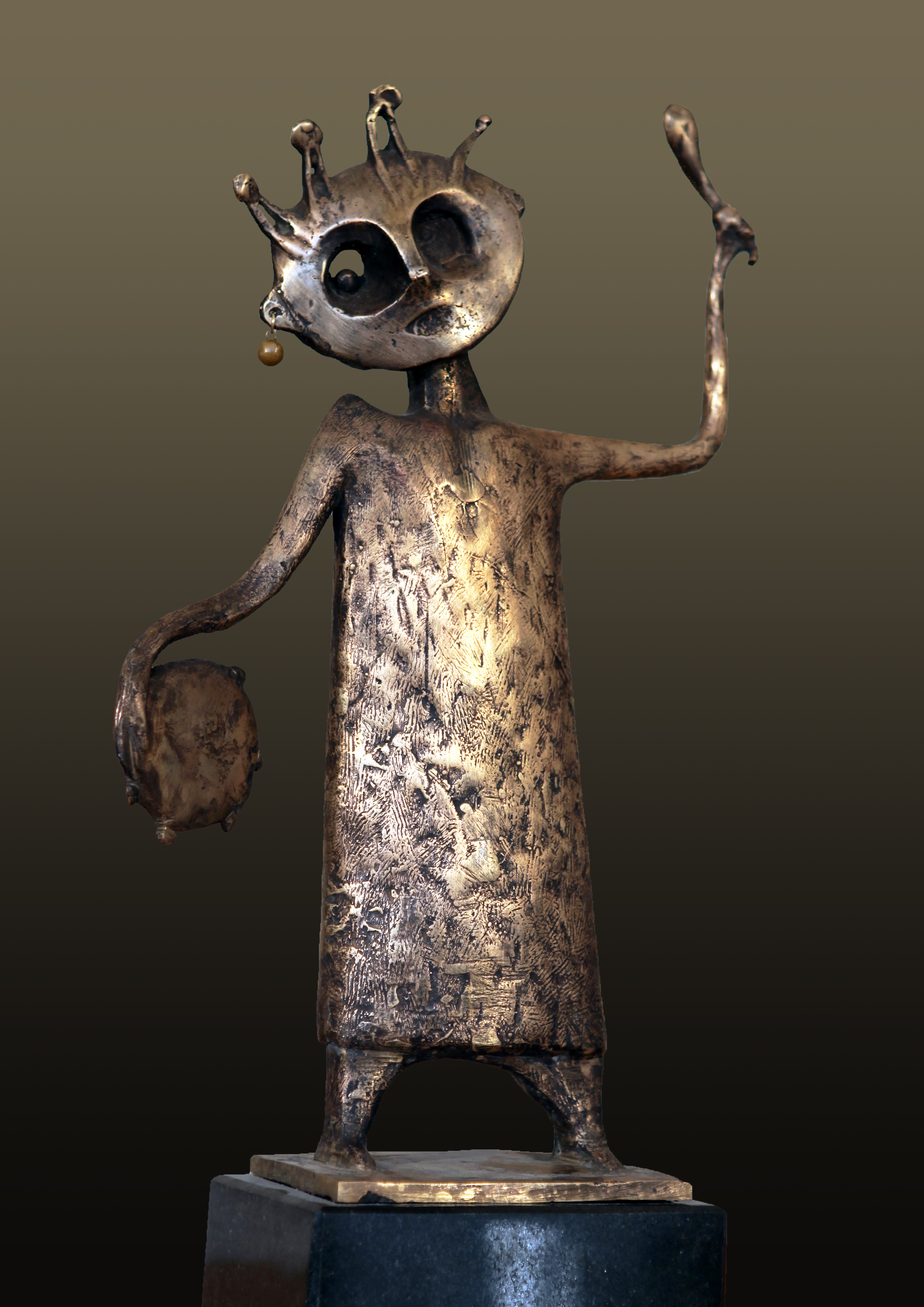
Оскенбай Малик. «Бақсы». 2008 г. Материал: бронза, чёрный гранит. Размер: 45 X 28 X 12

- Каталог Республиканской выставки «… сегодня, завтра …». 2009. Скульптура: «Смирение, слеза матери», материал: бронза, гранит; 41х16х17; «Шаман», материал: бронза, гранит; 35х15х10[9].
- «Изобразительное искусство Казахстана на рубеже веков». 2000. Скульптура: «Сидящая», материал: гранит; 20 x 30 x 13. 1999[10].
- 2007 г. «Отчётная выставка Союза художников Республики Казахстана»;
- Выставка-конкурс «Мой Казахстан», посвящённая 100-летию народного художника Абылхана Кастеева. 2005 г. Творческая скульптура «Абылай хан», материал: дерево;
- 2004 год. Республиканская выставка «Жас Дарын». Скульптура «Сырласу», материал: гранит, дерево;
- 2000 год. Международный молодёжный фестиваль-выставка: «Материнство», материал: керамика;
- 2001 год. Международный фестиваль «Тюльпаны и человек»: графика: «Девушка с тюльпанами»;
- В 1999 году был выставлен Международный молодёжный фестиваль-выставка «Сидящий воин»;
- В 1998 году была проведена персональная выставка «В Турецком культурном центре»; Скульптура: «Великая степная мадонна», материал: йдерево; «Эхо», «Балуан», материал: дерево; «Декабрь», материал: дерево;
- В 1997 году состоялся международный молодёжный фестиваль «Жигер», «Сагыныш»;
- Международная выставка «Кісен ашқан» в 1996 году, рельефная скульптура «Желтоксан»;
- В 1995 году международная выставка «Искусство Евразии»: «Жертвы репрессий», материал: дерево;

## Научные работы
- Учебник «Нобай — бейнелеу өнерінің негізі». 2020[11].
- Учебник «Адамның бас суретін салу». 2018[12].
- «Изобразительное искусство, музыка и черчение» в школе, Республиканский научно-методический журнал № 5-6, 2016. Статья под названием «Создание методики рисования». Стр. 30-32.
- Журнал «Человек легенда» № 15 (99) Август 2014 года. «Гениальный художник (1452—1519) Леонардо да Винчи, гордость человечества».
- Международная научно-практическая конференция: «Непрерывное художественное образование в Республике Казахстан: декоративно-прикладное искусство — 2012», статья: «Особенности становления скульптуры древнего Казахстана» — 301—303 страницы
- Автор учебника «Пластическая анатомия» на казахском языке. 2006[13];
- 2005 год. Международная научно-практическая конференция «Актуальные проблемы развития искусства в современных условиях глобализации», организованная КазНУ им. Жургенова, тема статьи: «Анималистика древних казахских скульптурных форм»;
- 2005 год. Международная научно-практическая конференция, посвящённая 100-летию Орала Тансыкбаева; Тема: «Скульптура в объёме и пространстве», «Влияние материала на композицию и скульптуру»;
- Анитов Канат, студент (2 курс), участник студенческой научно-практической конференции, посвящённой дню рождения академика Орала Тансыкбаева, проходившей 25-26 мая 2005 года. Руководитель статьи «Скульптура первобытного общества, древнего Востока и античной скульптуры»: Оскенбай М. А.;
- 2005 год. Сборник типовых учебных программ по спец дисциплинам на казахском и русском языках, утверждённый УМО МО и Н РК, Посвящён скульптурному отделу: скульптура, композиция, мастерство;
- 2005 год. Автор типовой учебной программы по «Пластической анатомии». Был издан из типографии на казахском и русском языках;
- 2005 год. Соавтор 1-го тома книги «Казахи и родословные их царей и ханов».
- В 2002 году Международная научно-практическая конференция «Культура-искусство-образование: тенденции и перспективы», организованная КазНМУ им. Жургенова.
- Год 2004. Международная научно-практическая конференция «Культурное наследие и национальная система образования казахстанцев», организованная КазНМУ им. Жургенова.
- Год 2003. Международная научно-практическая конференция «Национальная модель образования: методология и современная технология профессионального обучения», организованная КазНУ им. Жургенова.

## Награды
- Указом Президента Республики Казахстан от 20 августа 2020 года награждён Юбилейной медалью «25 лет Конституции Казахстана».
- Награждён золотой медалью Абылхана Кастеева за «Лучшее творчество года» в номинации скульптуры на ежегодной выставке художников Казахстана 2019 года, организованной КРСО, сертификат № 198.
- 10.05 в 2017 году № 246-к награждён нагрудным знаком «Мәдениет саласының үздігі» Министерства культуры и спорта Республики Казахстан;
- 2008 году в 16.09. № 01826, за значительный вклад в образование и воспитание подрастающего поколения, был вручён значок «И.Алтинсарин» Министерства образования и науки Республики Казахстан;
- Поздравительное письмо от Министра образования и науки Республики Казахстан Жумагулова Б.;